# Georg Engelhardt (Politiker)
Georg Engelhardt (* 18. Dezember 1603 in Mühlhausen/Thüringen; † 7. September 1655 ebenda) war ein deutscher Bürgermeister und Gesandter der Reichsstadt Mühlhausen bei den Verhandlungen in Osnabrück, die 1648 zum Westfälischen Frieden führten.

## Leben
Georg Engelhardt war ein Sohn des Mühlhauser Bürgermeisters Georg Engelhardt († 1617), studierte Rechtswissenschaften an der Friedrich-Schiller-Universität Jena und der Universität Straßburg und schloss als Doktor beider Rechte ab.
1635 wurde er in seiner Heimatstadt Ratsherr und verhandelte 1641/1642 mit kaiserlichen Subdelegierten in Eisenach und Mühlhausen.
1644 traf er sich in Hadersleben mit Vertretern der schwedischen Generalität. 1645 verhandelte er in Osterode, um mit Nordhausen und Goslar über einen gemeinsamen Gesandten nach Osnabrück/Münster zu entscheiden. 1646 war er mit Michael Lehnmann  Gesandter im Quartier des Reichszeugmeisters.
Vom 27. Dezember 1646 bis zum 20. Mai 1647 nahm er in Osnabrück als Gesandter an den Verhandlungen teil, die 1648 zum Westfälischen Frieden geführt haben.
1652 verhandelte er in Lüneburg mit dem Niedersächsischen Reichskreis.
Am 26. Oktober 1653 wurde er Bürgermeister in Mühlhausen.
Am 15. Juni 1629 heiratete er Martha Stüler (1607–1630, Tochter des Bürgermeisters Christoph Stüler und seiner Frau Maria Starke). 1631 heiratete er nach Marthas Tod Susanne Strecker (1608–1696).
Engelhardt starb an einer Lungenkrankheit und wurde am 9. September 1655 in der St. Blasii-Kirche Mühlhausen bestattet.

## Auszeichnungen
- Dichterkrone